# Evenbeeld
Evenbeeld is het vijfde studioalbum van de Nederlandse zanger Henk Westbroek, uitgebracht in 2002.

## Nummers
| Nr. | Titel                                     | Schrijver(s)                                | Duur |
| --- | ----------------------------------------- | ------------------------------------------- | ---- |
| 1.  | Evenbeeld                                 | Henk Westbroek, René Meister                | 3:46 |
| 2.  | Een echte vrouw                           | Henk Westbroek, René Meister                | 4:30 |
| 3.  | Betoverd                                  | Henk Westbroek, René Meister                | 4:25 |
| 4.  | Laat morgen geen morgen worden            | Henk Westbroek, René Meister                | 5:10 |
| 5.  | Màxima                                    | Henk Westbroek, René Meister, Daniël Lohues | 3:10 |
| 6.  | Seizoensinvloeden                         | Henk Westbroek, René Meister                | 3:36 |
| 7.  | Ergens in je hart                         | Henk Westbroek, René Meister                | 4:31 |
| 8.  | Geen keus                                 | Henk Westbroek, René Meister                | 3:38 |
| 9.  | De weerman                                | Henk Westbroek, René Meister                | 3:55 |
| 10. | Een nieuwe lente                          | Henk Westbroek, René Meister                | 3:52 |
| 11. | Nergens naar op zoek (Versie 2002)        | Henk Westbroek, René Meister                | 4:25 |
| 12. | Mama                                      | Henk Westbroek, René Meister                | 4:40 |
| 13. | Ik heb geen zin om op te staan (met Skik) | Bob Bouber                                  | 3:52 |